# Mateu Monserrat Pastor
Mateu Monserrat Pastor (1922, Llucmajor, Mallorca - 2017, Llucmajor), fou un folklorista i polític conservador.
Monserrat obtengué el 1947 el títol de professor mercantil a l'Escola Professional de Palma. Professionalment fou mestre d'educació primària fins a la seva jubilació als col·legis Sant Bonaventura i Nostra Senyora de Gràcia, ambdós a Llucmajor. Fou regidor de cultura (1966-1978) de l'Ajuntament de Llucmajor, i tornà a ser-ho a partir de 1991, com a membre del Partit Popular, durant dues legislatures. Ha sigut un gran afeccionat a la recol·lecció del folklore local. Entre les seves publicacions destaca el pregó de fires de 1985 sota el títol Pregó de pregons. La fira ahir, avui i sempre. Homenatge als 20 pregoners precedents. Ha col·laborat en els monogràfics de la revista Llucmajor de Pinte en Ample editada per l'Obra Cultural Balear de Llucmajor. El 1998 fou nomenat Jutge de Pau de Llucmajor.